# Hansley
Hansley, né le 20 janvier 1987 à Marseille (France), est un réalisateur, scénariste, producteur de clip et monteur franco-mauricien reconnu pour avoir collaboré avec divers artistes tels que Naps, SCH ou encore Rohff.
Plusieurs de ses clips ont dépassé les 100 millions de vues et ont été certifiés, allant du disque d'or au single de diamant, comme : 6.3 (Naps en collaboration avec Ninho), Pochon bleu (Naps en collaboration avec 13e Art), et Favela (Naps en collaboration avec Soolking),. Les réalisations d'Hansley ont cumulé à ce jour plus d'un millard de vues.

## Biographie

### Jeunesse et formation
Hansley Thibaud naît à Marseille, et grandit à Cannes, d’une mère mauricienne, femme de ménage, et d'un père français, cheminot. Après avoir travaillé pendant deux ans dans un supermarché, gravissant rapidement les échelons, il reçoit un jour l'offre de l'un de ses amis, pour filmer son clip. Tourné en 2010, Hansley réalise ainsi son premier clip musical, marquant le début d'une carrière dans l'univers musical et audiovisuel.

### Carrière musicale

#### Débuts remarqués (2014-2016)
Ce n'est que quatre ans plus tard que sa carrière prend un tournant décisif, lorsqu'il collabore avec le groupe marseillais Guirri Mafia et l'artiste Graya. Cette expérience lui permet de se faire un nom dans le milieu artistique marseillais et français. Il collaborera par la suite avec les artistes du label 13e Art.

#### Consécration (depuis 2017)
À partir de 2017, Hansley consolide sa position parmi les figures majeures de l'audiovisuel en France. Il continue à collaborer étroitement avec Naps, réalisant de nombreux clips qui participent au succès grandissant de l'artiste. Au fil des années, il élargit son champ d'action en travaillant avec certains des plus grands noms de la scène musicale française, en incluant : SCH, Rohff, Gazo, RK, Heuss l'Enfoiré, Moha K, Bramsito, Uzi, ou encore Kamikaz, tout en s'ouvrant à des collaborations internationales, notamment avec l'artiste espagnol Morad. Il a également travaillé avec le label parisien 92i en 2020 et retravaillé avec Guirri Mafia et Graya la même année. Parallèlement, il a été chef opérateur dans deux épisodes de la deuxième saison de la web-série Les SEGPA,.
Hansley cumule actuellement 17 certifications 
SNEP, qui récompense ses contributions à des morceaux et des singles à succès. Parmi ses réalisations, figure son rôle dans l'assistance au réalisateur William Thomas pour la réalisation du clip de Moulaga de Jul et Heuss l’Enfoiré, un titre devenu emblématique dans le paysage musical français. 
En mars 2018, il apparaît dans l'émission Touche pas à mon poste ! avec l'équipe de Naps, à l'occasion de la sortie de son troisième album studio À l'instinct.
Depuis fin 2022, il est hébergé à la Cité des Entreprises de Bastide Rouge à Cannes en tant que producteur et réalisateur, où il utilise les studios de production pour ses réalisations. En début d'année, Hansley a été directeur de la photographie pour le court-métrage Majesté, réalisé par Bryan Trésor, avec Myra Tyliann, Victor Lefebvre et Daouda Keita.

### Carrière cinématographique

#### Débuts (depuis 2024)
En 2024, Hansley se lance dans la réalisation de fictions avec Ignis Fatuus et Car Spotter.

## Vidéographie

### Réalisateur

#### Clips musicaux
La liste ci-dessous répertorie les clips musicaux les plus populaires chaque année.
| - 2016 : Pochon bleu (Naps feat. 13e Art) - 2018 : Favela (Naps feat. Soolking) - 2018 : Recherché (Naps) - 2018 : La P**e, Le Traître, La Mama (Raisse) - 2018 : ARAH (13e Art) - 2018 : Baumette (Graya) - 2019 : Rappelle-Toi (Naps feat. Heuss l'Enfoiré) - 2019 : Vovo (Naps) - 2019 : Galbi Galbi (IN-S feat. Ozel) - 2020 : 6.3 (Naps feat. Ninho) - 2020 : Poropop (Naps feat. Soolking et Kliff) - 2020 : Comme un dream (Guirri Mafia feat. SCH) - 2020 : En boucle (Naps feat. Kalif Hardcore) - 2020 : Hazi (Guirri Mafia feat. Naps) - 2020 : Mi Corazon (Bramsito feat. Naps) - 2020 : 9+4=13 (Rohff feat. Guirri Mafia) - 2021 : Trabajo (Kamikaz feat. Morad) - 2021 : #Youleuh : Episode 6 "Sens unique" (Dika feat. Sysa, Kamikaz, Djiha, Elams & Tipik) | - 2021 : Besoin d'air (Krilino feat. Mister You) - 2021 : A la K-sté (Graya feat. Uzi) - 2022 : Vamos (Naps feat. Gazo) - 2022 : Sensas (Naps) - 2022 : Artiste (Naps) - 2022 : Te Quiero (RK) - 2023 : Pom Pote (Kyzi feat. Seth Gueko) - 2023 : La Cité (Graya) - 2023 : J'suis Stone (Gips) - 2023 : Briiips Vol 4 (Gips) - 2023 : Palerme (Gips) - 2024 : RSQ3 (Naps) - 2024 : T'AS FAIT LE C0N (Naps feat. TK, Missan & La Crapule) - 2024 : F.E.R (La Crapule) - 2024 : Pour Les Mecs D'la Street (La Crapule feat. Zitoune) - 2024 : Sautez Sautez (Moha K feat. Chir K) |

#### Courts métrages
- 2024 : Ignis Fatuus
- 2024 : Car Spotter